# ليشمانيا
الليشمانيا أو اللِّيشْمانِيَّة (باللاتينية: Leishmania) جنس من طفيليات وحيدة الخلية يشمل أكثر من ثلاثين نوعاً تتطفل على الفقاريات، وبالدرجة الأولى على الثدييات؛ نحو 20 نوعاً منها يمكن أن تصيب الإنسان مسببةً طيفاً من التظاهرات السريرية من إصابات جلدية موضعية إلى مرض جهازي وخيم، تُعرَف باسم داء الليشمانيات.كما تسمى حبة السنة وحبة حلب لتواجدها بشكل موسمي في مدينة حلب.
تُنقَل هذه الطفيليات عن طريق لدغة أنثى حشرة من جنس الفاصدة في العالم القديم أو اللوتزومية في العالم الجديد المنتميتين إلى أسرة الفواصد.

## المورفولوجيا
يتّخذ الطفيلي أحد الشكلين التاليين:
- الشكل السوطي، أو المشيِّقة، في معي الحشرة الناقلة وأوساط الزرع الاصطناعية. يكون للطفيلي في هذا الطور سوط أمامي متصل بمنشأ الحركة يساعده على الحركة. شكل الطفيلي مغزلي متطاول، ويبلغ طوله 10-25 ميكرون وعرضه 5-6 ميكرون.
- الشكل اللاسوطي، أو الليشُمانة، داخل البلاعم للمضيف الفقاري. هذا الشكل عديم الحركة وسوطه قصير جداً. شكل الطفيلي مستدير أو بيضوي، طوله 2-6 ميكرون وعرضه 2-3 ميكرون.

بعد التلوين بطريقة غيمزا تتلون الهيولى بلون أزرق سماوي والنواة ومنشأ الحركة بلون أحمر.

## دورة الحياة

دورة حياة الليشمانيا.

عندما تلدغ الفاصدة المصابة إنساناً أو حيواناً فإنها تحقن الليشمانيات في طورها السوطي في الجلد، فتبتلعها البلعميات، فتتحول الليشمانيات بداخلها إلى الشكل اللاسوطي وتتكاثر فيها وتصيب بلعميات أخرى. وعندما تلدغ فاصدة أخرى إنساناً أو حيواناً مصاباً تبتلع مع وجبة الدم بعض الطفيليات. تتحول هذه الطفيليات إلى الشكل السوطي في المعي المتوسط للحشرة وتتكاثر هناك، ثم تهاجر إلى بلعومها فتسده، وتنتقل إلى المضيف الفقاري الجديد أثناء تناول وجبة الدم، حيث يحدث لدى الحشرة المصابة قلس بسبب انسداد البلعوم، فيعود الدم المبتلع إلى خرطومها ويحقن في المضيف مع الطفيليات. تشير الأسهم الزرقاء في الشكل أدناه إلى الجزء من دورة حياة الطفيلي في الحشرة، والأسهم الخضراء إلى مرحلة التطفل في الإنسان أو مضيف آخر من الفقاريات.

## تاريخ الاكتشاف
أول شخص رأى الطفيلي كان الطبيب البريطاني كانينغهام في مقاطع من آفات جلدية في 1885، وقد اعتبره من الفطريات، وكان تفسيره للمشاهدات غير دقيق. أول وصف دقيق للطفيلي قدمه الطبيب العسكري الروسي بيوتر بوروفسكي الذي اكتشفه في الآفات الجلدية في طشقند في 1898، وقد نسبه بشكل صحيح إلى الأوالي. وفي 1903 وصف الطبيب البريطاني رايت مسبب داء الليشمانيات الجلدي بشكل صحيح دون أن يعرف حول اكتشاف بوروفسكي، وفي السنة نفسها نشر ليشمان ملاحظاته حول طفيليات مماثلة من لطاخات طحال مريض توفي من داء الليشمانيات الحشوي. ولاحظ مينيل [الفرنسية] في 1904 التشابه بين أوصاف مسبب الداء الجلدي والداء الحشوي.